# Saqui monjo
El saqui monjo (Pithecia monachus) és una espècie de mico de la família dels pitècids que es troba al Brasil i el Perú.
Pot arribar a fer entre 37-48 cm de llargada i pesar entre 1,5 i 3 kg. La seva cua fa al voltant dels 40-50 cm.